# 1943: The Battle of Midway
1943: The Battle of Midway (1943ミッドウェイ海戦, 1943: Midway Kaisen) est un jeu vidéo de type shoot them up à défilement vertical développé par Nelvana et édité par Capcom sur le système d'arcade Commando, sorti en 1987. Il a été conçu par Yoshiki Okamoto. Il fut porté sur Amiga, Amstrad CPC, Atari ST, Commodore 64, Nintendo Entertainment System et ZX Spectrum en 1988. La même année, une version remaniée du jeu est sortie en salle d'arcade au Japon, 1943 Kai: Midway Kaisen (1943改 ミッドウェイ海戦). Celle-ci fut adaptée sur PC Engine en mars 1991,.

## Système de jeu
Le joueur pilote un avion au dessus du Pacifique et se retrouve confronté à des vagues d'ennemis de la flotte japonaise, les phases se terminant par un combat de boss. On trouve des attaques standards, spéciales et des options d'amélioration. Il existe également un mode coopératif.

## Équipe de développement
- Designers : Noritaka Funamizu, Dechikun
- Producteur : Yoshiki Okamoto
- Character designers : Naoko Sato, Miki Chan, Kawamoyan, Aho no Sakata
- Musique et effets sonores : Yoshihiro Sakaguchi
- Musiques additionnelles : Junko Tamiya, Manami Matsumae, Harumi Fujita

Les portages sur micro-ordinateurs ont été réalisés par Probe Entertainment.

## Réédition
1943: The Battle of Midway et 1943 Kai: Midway Kaisen ont été réédités en 2005 sur PlayStation 2 et Xbox dans la compilation Capcom Classics Collection.

## Postérité
1943: The Battle of Midway est l'une des entrées de l'ouvrage Les 1001 jeux vidéo auxquels il faut avoir joué dans sa vie.
Le jeu a été choisi comme l'un des 80 jeux affichés au Smithsonian American Art Museum à l'occasion de l'exposition « L'Art des jeux vidéo » du 16 mars 2012,.